# Gustavia romeroi
Gustavia romeroi là một loài thực vật có hoa trong họ Lecythidaceae. Loài này được S.A.Mori & García-Barr. mô tả khoa học đầu tiên năm 1975.